# 浜松宿

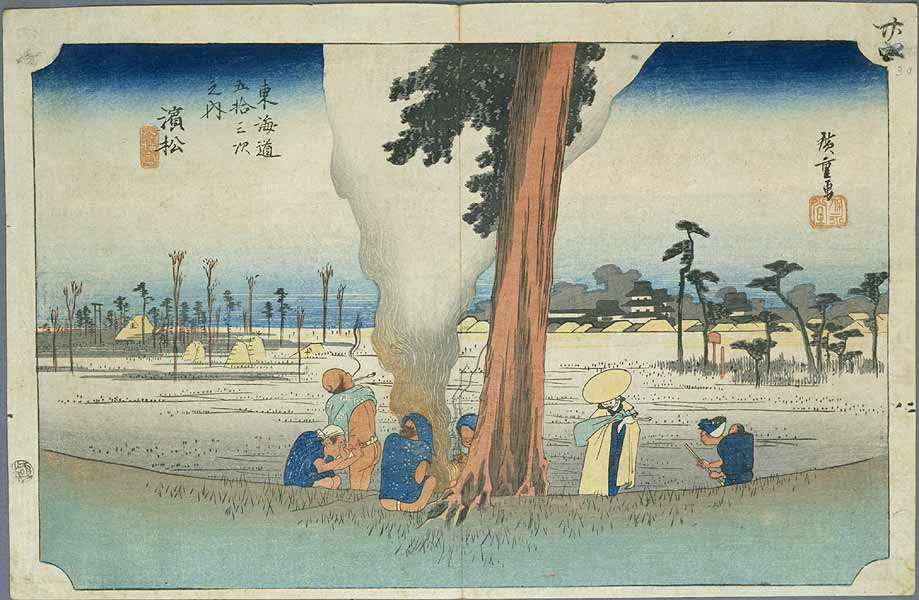
歌川広重『東海道五十三次・濵松』

浜松宿（濱松宿、はままつしゅく、はままつじゅく）は、旧東海道の宿場で、東海道五十三次の江戸から数えて29番目、京から数えて25番目にあたる。

## 概要
実距離では、江戸から京との中間にあたり、名実共に関東関西の中間地域であった。遠江国敷知郡（ふちごおり）の中心にあたり、司法行政を浜松藩が取り仕切っていた。
現在の静岡県浜松市の中心部にあたり、浜松城の城下町として天保年間には本陣が6軒、旅籠が94軒もあったとされる、遠江国・駿河国を通じて最大の宿場であった。天竜川の右岸にもあたるが、洪水の度に川の流れが変わったこともあり、現在の川岸からは6kmほど離れている。

## 最寄り駅
- JR東海道本線 浜松駅

## 史跡・みどころ
- 浜松城

## 隣の宿
東海道
見附宿 - 浜松宿 - 舞阪宿